# Villa Wartburg
Die Villa Wartburg steht in der Burgstraße 4 im Stadtteil Niederlößnitz der sächsischen Stadt Radebeul, westlich unterhalb der Friedensburg in einer Haarnadelkehre der serpentinenartigen Burgstraße. Die Villa wurde um 1900 errichtet.

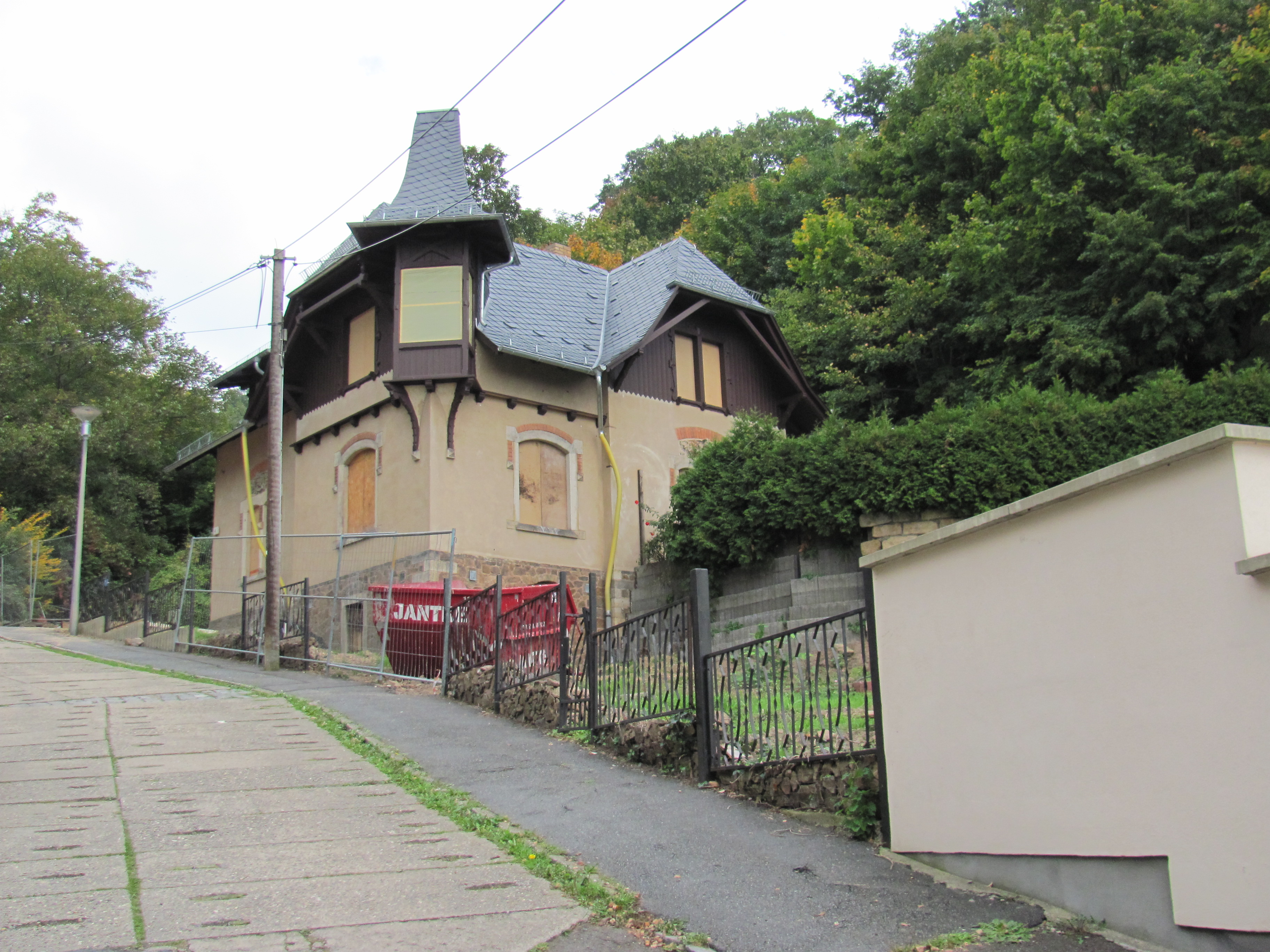
Villa Wartburg

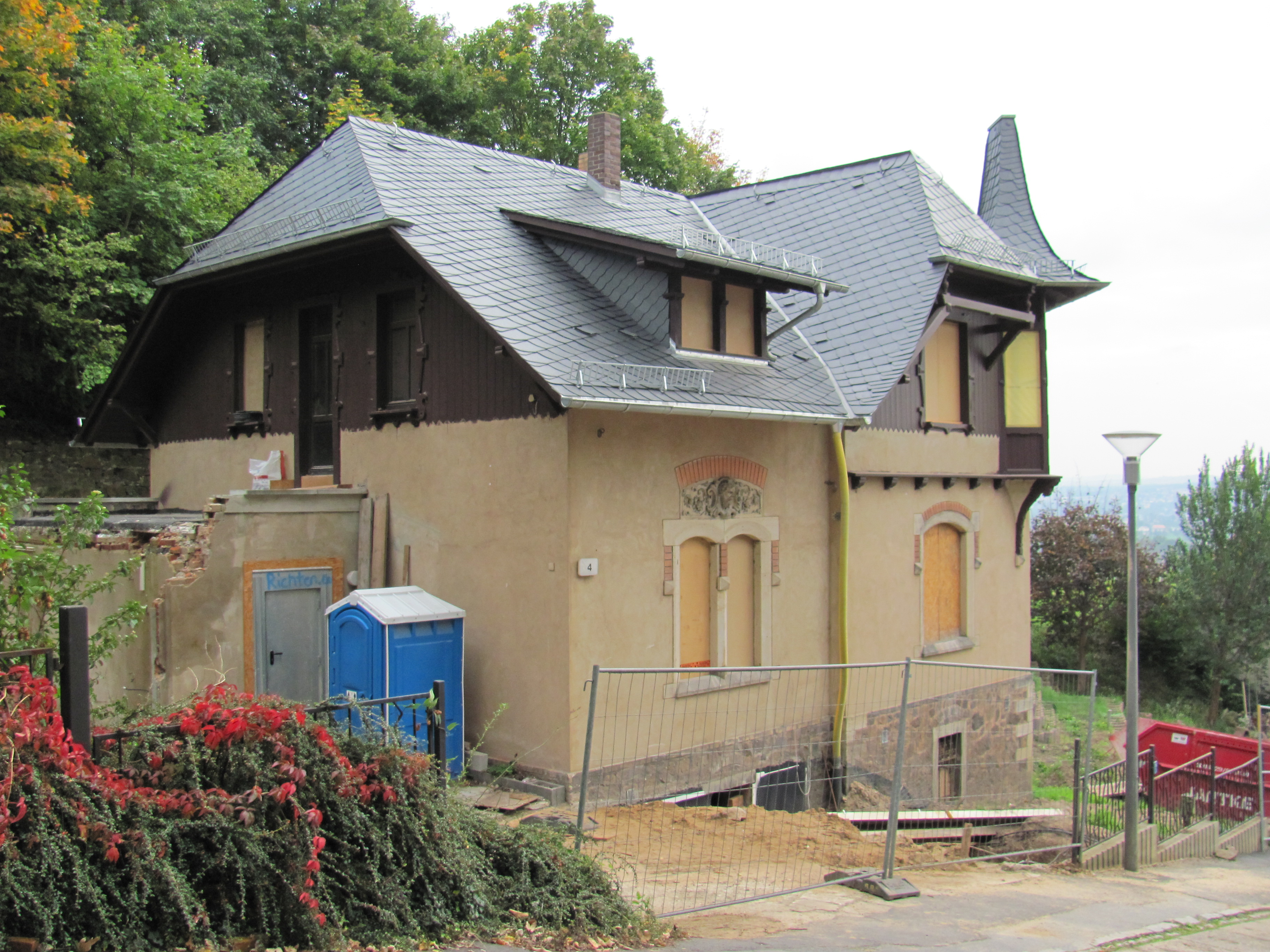
Villa Wartburg

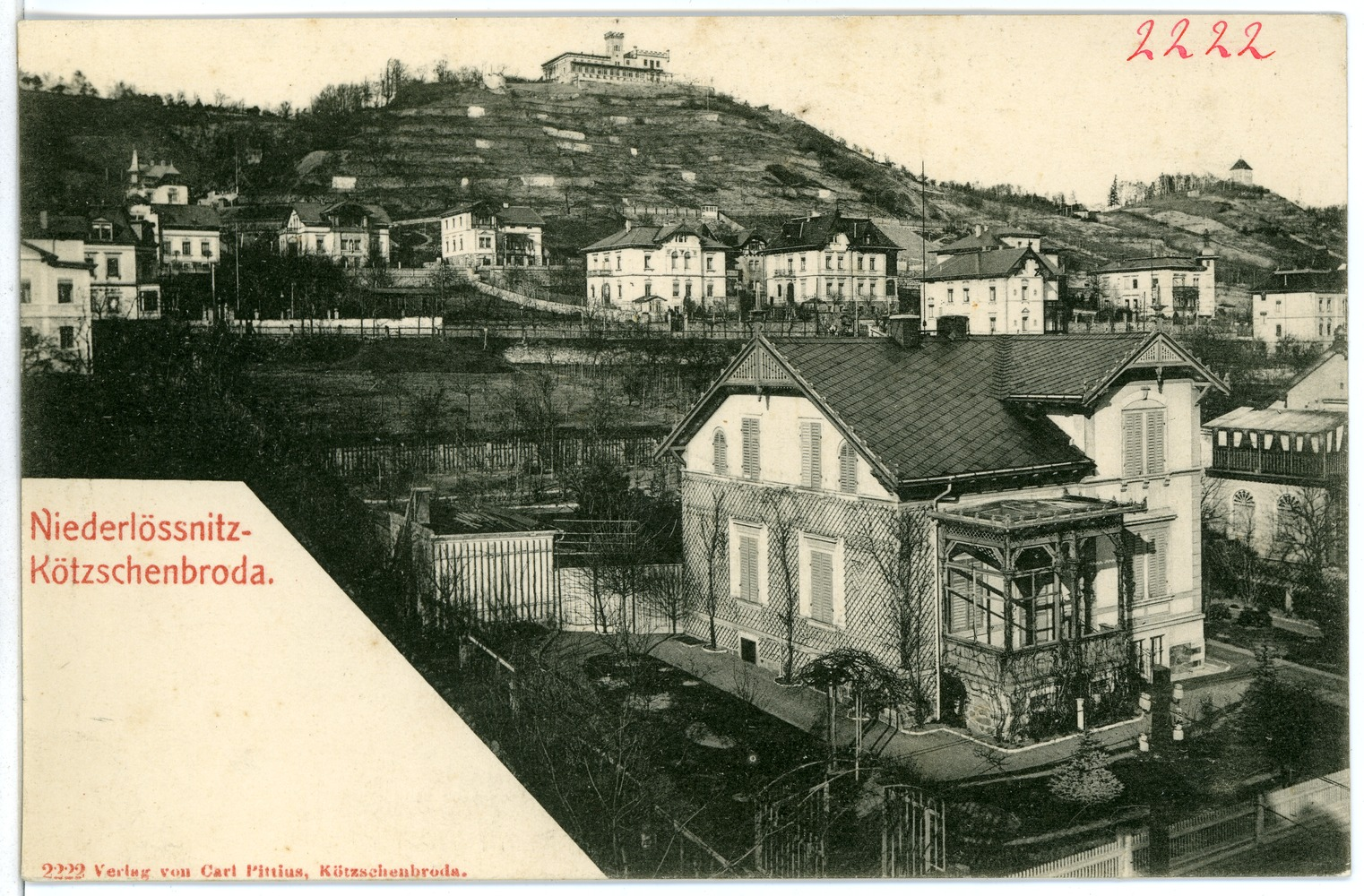
Villa Wartburg (links oben, 1910)

## Beschreibung
Die denkmalgeschützte Villa ist ein eingeschossiges, landhausartiges Wohnhaus in steiler Hanglage inmitten des Denkmalschutzgebiets Historische Weinberglandschaft Radebeul. Es steht talseitig auf einem hohen Sockelgeschoss.
Die Aufrisse sind „malerisch-unregelmäßig“, hinzu kommen ehemals verschieferte Krüppelwalmdächer mit verbretterten Giebeln sowie ein über Eck gestellter hölzerner Erker mit einem vierseitigen, geschweiften Helm.
Im Hauptgeschoss des verputzten Gebäudes finden sich Backsteingliederungen; die Fenster sind stichbogenartig. In beiden Hauptansichten sind Koppelfenster, darüber findet sich jeweils ein Stuckfeld mit einem männlichen beziehungsweise weiblichen Kopf.